# TTL 7406

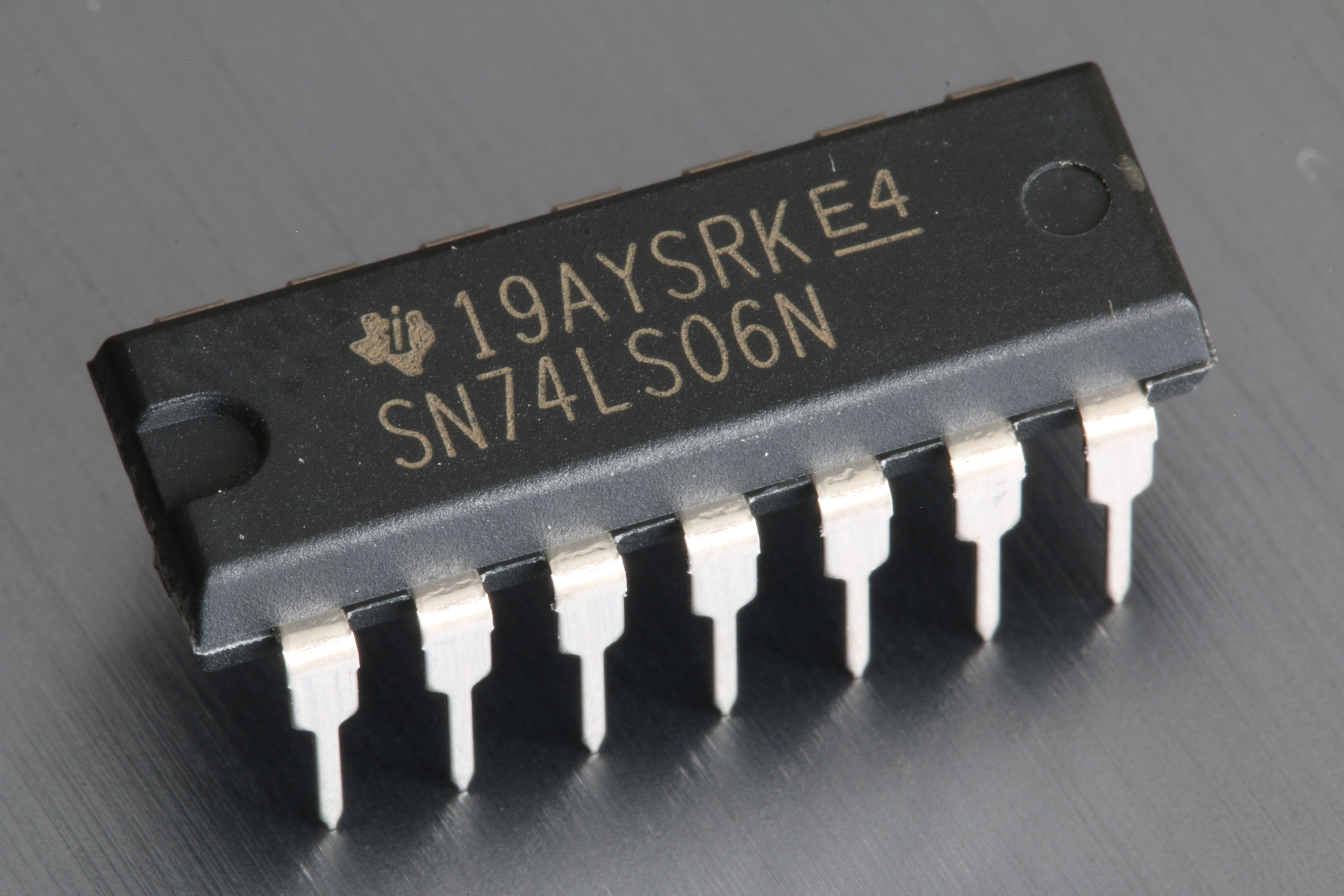
Circuito integrado SN74LS06N da Texas Instruments

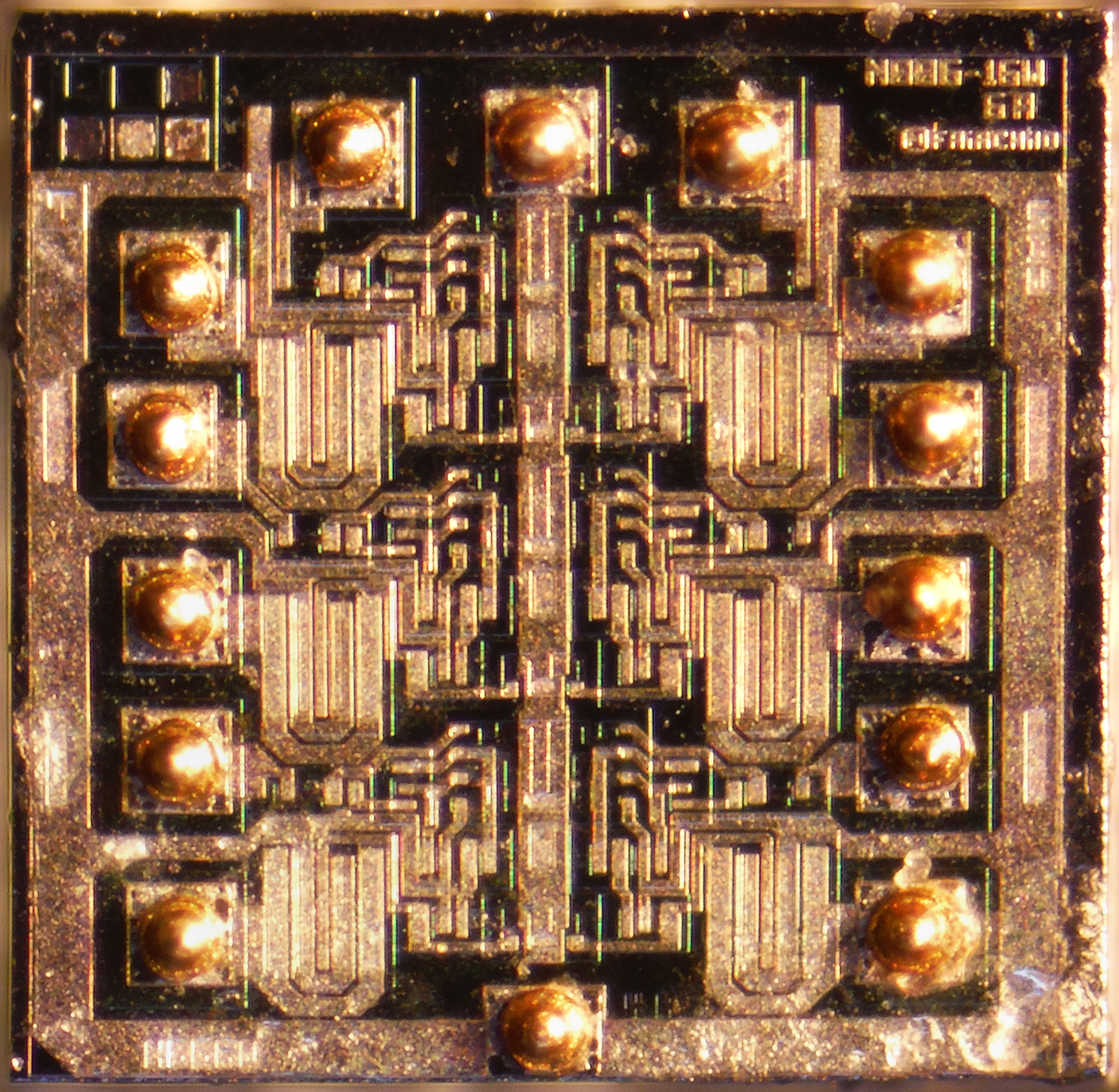
O DIE exposto de um DM7406M

O circuito integrado TTL 7406 é um dispositivo TTL encapsulado em um invólucro DIP de 14 pinos que contém seis inversores de buffers/drivers com saídas em coletor aberto de alta voltagem (máxima de 30V). O dispositivo converte voltagens em níveis TTL para níveis MOS. O consumo médio por circuito integrado é da ordem de 30mA.

## Tabela-verdade
{\displaystyle /Y={\overline {A}}}
| A (entrada) | /Y (saída) |
| ----------- | ---------- |
| L           | H          |
| H           | L          |

H (nível lógico alto)
L (nível lógico baixo)